# علاج التأتأة
توجيه الطفل في الخمس سنوات الأولى
تعدّ الطفولة المبكرة وهي الخمس سنوات الأولى من حياة الطفل من أهم المراحل في حياته حيث تعدّ المرحلة الذهبية لطفل وفيها سلوكه وشخصيته سوف نتحدث عن السنة الثالثة من عمر الطفل وبعض المشاكل التي تظهر في سلوكة ومنها التأتأة واضطرابات الكلام وأسبابها وما هي وكيفية توجيه الطفل والوالدين في حال حدوث هذه المشكلة.

## التأتأة واضرابات الكلام عند الطفل
يعدّ الكلام من أهم وسائل الاتصال الاجتماعي فهو يعبر عن نشاط اجتماعي يصدر عن الفرد، وتدخل فيه عدة توافقات عصبية دقيقة مركبة يتشترك في ادائها مركز الكلام في المخ الذي يسيطر على الاعصاب وهذ تقوم بتحريك العضلات التي تقوم باخراج الصوت كذلك تشترك الرئتان والحجاب الحاجز.واذ تقوم الرئتان بتعبئة الهواء وتنظيم اندفاعة.وقد يلاحظ عند الفرد اضرابات في الكلام والذي يبدا احيانا لدى الطفل في سن مبكرة وقد يتخفي هذا الاضطراب مع نموالطفل احيانا ولكن في احيان أخرى تستمر لدى البعض هذه الاضرابات على الرغم من نموهم في العمر وقد يتطور عند البعض الآخر إلى مرض يستدعي إلى تدخل طبي وليس تفس فقط ومن اشكال اضارابات الكلام:(تأتأه الكلام)

## التأتأة والجلجة
وهي عبارة عن اضرابات كلامية تتجلى على شكل تقلص الكلام مصحوب بتكرار غير مرغوب فيه.ووقفات كلامية في مجرى الكلام وتكون إما على شكل ترددي أو تشنجي وتحدث في سنوات بداية التكلم وقد تستمر حتى مرحلة البلوغ والتأتأة تكون في السن الثالثة من العمر وذلك في اثناء اكساب الطفل مرحلة الكلام

## أسباب التأتأة
اولا اسباب عضوية قد تنتج التأتاة عن استعداد وراثي، لذا فمن المحتمل ان يصاب الفرد بالتأتأة إذا كان في الاسرة افراد مصابون بالتأتأة قد تبين ان 65%من الافراد عينه كبيرة في الاسرة افراد مصابون بعيوب الكلام كان أحد الوالدين أو اقاربهم مصابا بهذه العيوب
ثانيا اسباب عضوية نفسية : تؤثر العوامل النفسية احيانا في الالية العضوية الإنتاج الكلام عند الأطفال من الشائع في هذه الاسباب وجود اضطرابات في التوقيت أي التشويش في التوقيت حركة أي غضلة لها علاقة بالكلام بما في ذلك الشفاه والفك، وهنالك خلل في الارتباط الدقيق بين الاصوات والمقاطع، وتنتج تشويهات الكلمة عن أي خلل في الدقة المتناهية في التوقيت الازم للحديث الطبيعي عند الطفل
ثالثا اسباب نفسية بيئية تعدّ التأتاه إحدى اعراض القلق والصراع النفسي عند الطفل وعدم الشعور بالامن والطمأنينة النفسية.وانها نتاج التي تحتوي على صراع، وعلى موقف شعوري مقاوم لم يجد طريقة إلى رد الفعل تعدّ أيضا نتاجا للمخاوف والوسواس وكذلك لصدمات لانفاعالية

## الوقاية والعلاج وتوجيه الطفل في مثل هذه المشكلة
اولا علاج العضوي _الطبي : في حالة اضرابات الكلام الناجمة عن الحالات العضوية قد يتطلب ذلك تدخلا علاجيا جراحيا عصبيا، يمكن استخدام عقار (ل.س.د)في علاج التأتأة عند الفرد.فالشخص المتلعثم ينطلق من اسوار قلقه، ويتكلم بطلاقة تحت تأثير العقار، مما يعزز ثقة بنفسة كما ينصح بمراجعة اخصائي أذن وانفوحنجرة واخصائي اسنان ضررية لمعرفة وجود عائق عضوي ام لا
ثانيا تعليم الأطفال اللام الصحيح إذا كانو يتقبلونه باستخدام طرق ملائمة وهنا ينبغي الا يكره الأطفال على تعلم الكلام بالقوة الا إذا كانو يتقبلونه وعلى استعداد لذلك ومن المفضل ان يستخدم الوالدان التشجيع وزيادة الدافعية عند الطفل للتعاون باعطاء المكافات ومن المفيد تشجيع الاطفل على التباطؤ في اثناء الكلام والبدء بكل مقطع بهدوء وورفق
ثالثا تنمية شعور الطفل بالكفاءة وخفض القلق والتوتر والضغط النفسي ان تنمية شعور الطفل بالطفاءة تقي من الحدوث التأتاة وذلك باكتشاف أفضل الطرق لمواجهة المواقف الصعبة فالتأتأة توجد لدى لاطفال شعورا بالاختلاف عن الاخرين، وعدم الكفاءة ومن المهم جدا مساعدة الطفل على الشعور بالاسترخاء والإحساس بمهارته اجتماعيا وبامكان الوادلين والاقارب من المساعدة الطفل بتقديم جو يسد الاسترخاء يث يستطيع الطفل لانسجام مع الاخربن دون توتر
رابعا الدعم ووالتشجيع والمكافأة من الضروري وكخطوة اولى عدم مكافأة التأتأة دون قصد وذلك عن طريق الانتباه لطفل الذي يتلعثم، فأي شكل من الاشكال الاهتمام قد يؤدي إلى تقوية التأتأة لدى الأطفال وقد يتجلى الاهتمام بالطفل على شكل انتقاد أو تعاطف أو صرف الوقت مع الطفل واعطائة امتيازات اضافية
لذلك من اجل تخليص الطفل، واستخدام لاسلوب السلوكي الذي يعتمد على العمليات الإطفاء للمنعكسات الشرطية ثم استخدام نظام التعزيز بحيث يحصل الطفل على الثناء عند انقطاعه لفترة قصيرة عن التأتاة وإذا تم ترتيب نظام التعزيز بشكل مناسب فإن الطفل سوف يحصل على المكافأة فورا